# مجلس علماء العراق
مجلس علماء العراق هو مجلس تم تشكيله من قبل مجموعة من علماء العراق ومفكريه، بعد أختتام المؤتمر الخامس لعلماء العراق الذي أنعقد في عمان في نيسان 2007م، وهو يدعو إلى جملة من الأمور التي تتناول مشاكل العراق وما يحدث به من مصائب وكوارث، وتخريب لمؤسسات الدولة بعد غزو العراق 2003م.  

## نشأة مجلس العلماء
وقد شخص المجلس من خلال دراسته لحال الواقع العراقي اليوم ما يأتي:
- غياب الفهم الوسطي المعتدل في الساحة الإسلامية العراقية وظهور اتجاهات متطرفة تكفيرية وطائفية دموية تريد جر الجماهير المسلمة إلى صراعات جانبية تُشغل ولا تشتغل، أي تُشغل البعض بالبعض ولا تشتغل من أجل تحرير العراق وإعادة بنائه، وتحقيق أستقلاله. فكان سبباً في اشتداد الصراع الطائفي الذي ألهب الساحة العراقية وأتى على الأخضر واليابس.
- إقصاء العلماء الربانيين عن الدور الريادي في توجيه الجماهير والأمة وذلك ما عمل عليه المحتل بطرق مختلفة بين ترغيب وترهيب لإسقاط رمزية الرموز المؤثرة، واقصاء الشخص القدوة كي تخلوا الساحة لمخطط استيعاب الأمة برموز هشة وركيكة تمهد لما أرادة المحتل في المنطقة.
- وهناك إفرازات كثيرة اشتركت فيها مرحلتان: ما قبل الاحتلال، وما بعده؛ حيث عُمِلَ في مرحلة ماقبل الاحتلال على أن تكون صورة الرمز الديني: ذلك الإنسان المتخلف السلبي الذي لا يتجاوب مع الحياة ولا يستجيب للمتغيرات، ومن أجل أن ترسخ هذه الصورة تم العمل على تصفية الأذكياء والناجحين وتقديم الفاشلين، وقد ساهم هذا كثيراً في إرباك الساحة العراقية بأناس نصبوا قدوات وهم لايصلحون لذلك، كما غُيِّب الفهم الوسطي، وتم توظيف المؤسسة الدينية للسياسات الفردية، أما العلماء الراسخون فهم بين محاصر أو مطارد أو مهجر أو قتيل.

لذا جاء تحديد الأهداف لمجلس العلماء بعد تشخيص دقيق للحالة العراقية.

## أهداف المجلس
أعلن مجلس علماء العراق عن تبنيه الأهداف التالية:
- مواجهة الأفهام المتطرفة التكفيرية والطائفية، يحث يقول المجلس إنه يتبنى (الفهم الوسطي المتوازن للإسلام الذي يجمع بين اتِّباع النصوص وتحقيق مقاصد الشريعة الإسلامية، بحيث يراعي مصالح البشر التي لا تتعارض مع النصوص الشرعية، كما يجمع بين محكمات الشرع ومقتضيات العصر). وكما قال ابن تيمية : (ليس العاقل الذي يعرف الحلال من الحرام إنما العاقل الذي يعرف أهون الشرين وأخف الضررين) وقال أيضاً: (جاء الإسلام لتحصيل المصالح وتكميلها وتعطيل المفاسد وتقليلها، فإذا تعارضت كان تحصيل أعظم المصلحتين بتفويت أدناهما ودفع أعظم المفسدتين باحتمال أدناهما هو المشروع)، مجموع الفتاوى 28/284.

فبهذا الفهم نخرج من الأزمة ونُخرج الأمة معنا، فلا تعارض بين اتباع النصوص وتحقيق مقاصد الشريعة المتمثلة بالكليات الخمسة (حفظ الدين والنفس والعقل والعرض والمال) ثم الحاجيات والتحسينيات.
إن ما جاء في محكمات التنزيل لا يتقاطع مع مقتضيات العصر، لأن المحكم جاء صالحاً لكل زمان ومكان ويجب أن نفهم شرعنا فهماً يتناسب مع زماننا، كما كان علماؤنا وسلفنا يفعلون، ونستجيب كذلك بطروحاتنا ومعالجاتنا لحاجة زماننا ومتغيراته ووقائعه.
- مواجهة إقصاء العلماء الربانيين عن استيعاب الجماهير، لا بد من العمل على (إبراز دور علماء الشريعة في الريادة الرشيدة للعمل الإسلامي).
- ولتجاوز الصورة السلبية للرمز الديني لا بد من تطور وتطوير مستمرين لتجديد الفهم للدين والحياة وذلك يكون بالاستفادة من خبرات العلماء الكبار لزرع المعاني الكبيرة في نفوس الجيل الجديد من طلبة العلم كي تستمر الحركة ويرتفع البناء وفق قاعدة الاتباع في الدين والإبداع في الدنيا.

## مكونات المجلس

### مكتب اللجان المتخصصة
ويقصد بها اللجان التي تعمل على تفعيل عمل المجلس وهي:
- لجنة البحوث والدراسات الإسلامية: وهي تهدف بالأساس الإفادة من الإمكانات البحثية للعلماء والأساتذة في إنجاز الدراسات والبحوث التي تحتاجها الساحة العراقية وكذلك تطوير إمكانيات الباحثين وصولاً لتكوين رباني لطلبة العلوم الشرعية كي يكونوا الخلف العدول المؤهلين لحمل هذا العلم كما أخبر المصطفى (صلى الله عليه وسلم).
- لجنة الثقافة والإعلام: وتتولى إحاطة الجماهير بما يجري حولهم من أحداث بمنظار شرعي وذلك لبناء رؤية ناضجة لمواجهة التحديات التي تواجه الساحة العراقية. وكذلك تعرف بنشاطات المجلس وتؤسس للبرنامج الثقافي من محاضرات وندوات ومؤتمرات وحلقات نقاشية.
- لجنة العلاقات العامة: وتهدف إلى تعزيز التواصل مع التشكيلات المماثلة وكذلك الانفتاح على الساحة العراقية والعربية والإسلامية والعالمية وذلك بإقامة العلاقات مع المؤسسات الرسمية والفقهية العلمية والثقافية وسائر المنظمات والجمعيات الإنسانية والبحثية. وتقوم هذه اللجنة بالتعريف بالمجلس وما يقوم به من دور في سبيل المساهمة الفاعلة والايجابية في الواقع العراقي.
- اللجنة المالية والإدارية: وهي تشرف على الجوانب المالية والإدارية في المجلس.
- لجنة حقوق الإنسان: وهي خاصة بالدفاع عن حقوق الإنسان العراقي المكرم وفقاً لثوابت الشرع والمواطنة العراقية وتوثق انتهاكات حقوق الإنسان والتجاوزات على دور العبادة ومؤسسات المجتمع المدني في العراق.
- لجنة شؤون المرأة: ومهمتها بيان دور المرأة وتعزيزه وإعداد المناهج لاستثمار طاقاتها الكبيرة في مهمات تربية الأجيال الجديدة لتكون مساهمة وفاعلة في بناء الوطن.
- لجنة التخطيط والمتابعة: ومهمتها إعداد البرامج والخطط التي تحقق أهداف المجلس ثم متابعة التنفيذ بعد إقرارها.
- لجنة التدريب والتطوير: ومهمتها إعداد البرامج والمناهج والدورات الأولية والمتقدمة للنهوض بالمستوى العلمي والتخصصي للعاملين في الحقل الشرعي بما يساهم في تطوير كفاءة العلماء وطلبة العلم في الجوانب العلمية والبحثية والتربوية وغيرها.

هذه اللجان ستجمع الكثير من الشيوخ والأساتذة والعلماء والباحثين ومن مختلف التخصصات ويوفر لهم المجلس الأجواء المناسبة لخدمة الدين والوطن والقيام بدورهم المنتظر تجاه الأمة وقضيتها الراهنة علماً أن هذه اللجان ستكون مفتوحة لكل من يستطيع تقديم المفيد.

### مكتب الفروع
للمجلس فرع أو أكثر في المحافظة الواحدة داخل العراق وحسب الحاجة، وفروع في الدول التي يتواجد فيها العراقيون. وذلك لجمع المشايخ وطلبة العلوم الشرعية وتنسيق العمل فيما بينهم وسد الفراغ في الساحة وكذلك العمل على الاستفادة من خبرات العلماء والأساتذة المتواجدين في البلدان المختلفة في كل ما ينفع الواقع العراقي ومجمل عمل المجلس يقوم على تظافر جهود جميع العلماء العراقيين وفق قواعد الاجتماع لا التفرق.

## المجمع الفقهي العراقي
ويهدف هذا المجمع إلى تحقيق الأهداف الآتية:
1. المساهمة في إحياء روح الإفتاء الجماعي وتشكيل مؤسسة لذلك في العراق.
2. تقليص الفجوات بين علماء الإسلام وتعميق مفهوم {قولي صواب يحتمل الخطأ وقول غيري خطأ يحتمل الصواب} ويتأكد هذا المنهج وقت النوازل كما في نازلة العراق اليوم.
3. إحياء المنهج المقاصدي في الفُتيا تلبية للحاجة الماسة في تكوين فقه سديد لواقع جديد.
4. المساهمة في تكوين مرجعية عراقية فاعلة وضمان ديمومتها بما توفره المدارس الشرعية والحلقات العلمية من طاقات وكفاءات جديدة ولتكون هذه المرجعية حاضرة في الواقع العراقي.

يضم هذا المجمع نخبة من خيرة علماء وفقهاء العراق ومن قومياته كافة المؤهلين للفتوى والبحث العلمي والنظر في الأمور الشرعية التي تحتاج إلى نظر مما يدور في الساحة العراقية.
وإلى جانب هذه النخبة ثلة من العلماء والباحثين الشباب تساعد هؤلاء الجهابذة وتتعلم منهم وتتدرب على الإفتاء التطبيقي تحت أيديهم وترفد هذه المؤسسة الفقهية بدراسات متخصصة في المجالات التي تحتاج إلى دراسة.

## النظام الداخلي لمجلس علماء العراق
نشر مجلس العراق عبر موقعه نظامه الداخلي وهو كما يلي

### المادة 1 /الانعقــاد
‌أ. يسمى هذا النظامُ (النظامَ الداخلي لمجلس علماء العراق).
ب. مقره الرئيس جمهورية العراق– بغداد.
‌ج. هو مجلس مستقل لا يتبع أية جهة سياسية أو حكومية.
‌د. له أن يفتح فروعاً في داخل العراق وخارجه.

### المادة 2 /التعريفات
المجلس: مجلس علماء العراق.
المؤتمر العام: المؤتمر العام لمجلس علماء العراق.
هيئة الشورى: هيئة شورى مجلس علماء العراق.
الأمانة العامة: الأمانة العامة لمجلس علماء العراق.
الأمين العام: الأمين العام لمجلس علماء العراق.
النائب: نائب الأمين العام لمجلس علماء العراق.
المساعد: مساعد الأمين العام للشؤون المحددة له.
عضو مجلس: عضو مجلس علماء العراق، مِمن تنطبق عليه شروط الانتساب.
المجمع: المجمع الفقهي العراقي المنبثق عن مجلس علماء العراق.
مكتب اللجان: مكتب اللجان المتخصصة.
مكتب الفروع: مكتب فروع مجلس علماء العراق في المحافظات والخارج.

### المادة 3 /الهيكل الإداري
أ. المؤتمر العام للمجلس:
ويضم كل الأعضاء الذين تمت الموافقة على انتسابهم للمجلس مَمن يحضرون اجتماعاته ويساهمون في دفع الاشتراك المقرر.
ب. هيئة الشورى:
وتتألف من أربعين عضواً يتم اختيارهم بالانتخاب الحر لمدة سنتين؛ ومنها تنبثق الأمانة العامة.
ج. الأمانة العامة:
وتتألف من الأمين العام، ونائبين اثنين، ومساعدين اثنين، وعشرة أعضاء آخرين، بضمنهم الناطق الرسمي باسم المجلس؛ بحيث يكون العدد
الكلي للأمانة العامة خمسة عشر عضواً يتم انتخابهم من بين أعضاء هيئة الشورى.
د. ترتبط بالأمانة العامة ثلاث مؤسسات:
1. المجمع الفقهي العراقي، وله نظام داخلي خاص به.
2. مكتب اللجان المتخصصة: ويتكون من:
‌أ. لجنة الدراسات والبحوث الشرعية.
‌ب. لجنة الثقافة والإعلام.
‌ج. لجنة العلاقات العامة.
‌د. اللجنة الإدارية والمالية.
‌هـ. لجنة التخطيط والمتابعة.
3. مكتب الفروع:
للمجلس أن يفتح فروعا له داخل العراق وخارجه.

### المادة 4 /أهداف المجلس
1. العمل على إشاعة الفهم الوسطي المتوازن للإسلام الذي يجمع بين اتباع النصوص وتحقيق مقاصد الشريعة، ورعاية مصالح البشر بشرط أن لايعارض نصاً شرعياً صريحاً، كما يجمع بين مُحكمات الشرع ومقتضيات العصر.
2. إبراز دور علماء الشريعة في ريادة العمل الإسلامي الرشيد في الساحة العراقية، وسد احتياجات المسلمين من الفتاوى والمتطلبات الحياتية.
3. الإفادة من طاقات علماء العراق وقدراتهم في تطوير المستوى العلمي ورفعه لطلبة العلوم الشرعية.
4. التنسيق مع المؤسسات المماثلة.

### المادة 5 /مهام المجلس

#### أولاً: مهام هيئة الشورى
1. اعتماد محاضر الاجتماعات والتوقيع عليها.
2. وضع السياسات العامة، والخطط المستقبلية والإستراتيجية، وصياغة المقترحات الخاصة بمختلف نشاطات المجلس، وتحديد أولوياتها.
3. دراسة المشروعات المقدمة للمجلس من الأمانة العامة واللجان التخصصية والفروع ومتابعة تنفيذها.
4. للهيئة دعوة استشاريين أو خبراء لحضور الاجتماعات إذا دعت الحاجة لذلك، وتكون مهمتهم استشارية، ولا يحق لهم التصويت في إتخاذ القرارات.
5. تُعين هيئة الشورى رئيسا من أعضائها لكل لجنة من اللجان الخمسة.

#### ثانيا: مهام الأمين العام
يتولى الأمين العام المهام الآتية:
1. الدعوة إلى الاجتماعات الدورية والاستثنائية للأمانة العامة وهيئة الشورى.
2. اعتماد جدول أعمال الاجتماعات.
3. إدارة الجلسات والنقاشات.
4. تمثيل المجلس لدى المؤسسات، والهيئات الرسمية، والأكاديمية، والعلمية والثقافية داخل العراق وخارجه. بالتنسيق مع هيئة الشورى.
5. للأمين العام أن ينيب أحد نائبيه في مهامه.

#### ثالثا: مهام الأمانة العامة
1. تقديم هيكلية للنظام الإداري والمالي والقانوني للمجلس، وترشيح شاغلي الوظائف في هذه الأعمال.
2. إعداد تقارير دورية عن سير عمل المجلس، والمقترحات الواردة وتقديمها لهيئة الشورى.
3. وضع الخطط، واقتراح الموازنة المالية وتقديمها إلى الهيئة للمصادقة عليها وتنفيذها بعد المصادقة.

#### رابعا: مهام النائبين.
أ‌.يتولى النائب الأول متابعة الشؤون المالية والإدارية، ويتولى مهمة الأمين العام عند غيابه، وله صلاحيات الأمين العام لحين عودته إلى
عمله، وكذلك يقوم بإدارة الجلسات عند غياب الأمين العام.
ب‌. يتولى النائب الثاني متابعة شؤون الإعلام والعلاقات.

#### خامساً: مهام المساعدين
أ - يتولى مساعد الأمين العام الأول مهمة رئاسة مكتب اللجان التخصصية.
ب - يتولى مساعد الأمين العام الثاني مهمة رئاسة مكتب الفروع.

### المادة 6 / الصلاحيات
أ‌.صلاحيات المؤتمر العام:
1. انتخاب أعضاء هيئة الشورى كل سنتين مرة.
2. تعديل النظام الداخلي بالأغلبية المطلقة فإن تعذر التئام المؤتمر العام فإن هيئة الشورى تمارس هذا الحق.
ب‌.صلاحيات هيئة الشورى:
1. المصادقة على الأنظمة الداخلية للمؤسسات الثلاث في المادة (3) وذلك بتكليف لجان متخصصة.
2. صلاحية إعفاء أيّ من أعضائها وبالأغلبية المطلقة، وقبول أو رفض من قدم استقالة خطية، وإلغاء عضوية من قام بعمل
مقصود يُلحِق ضرراً جسيماً بالمجلس.
3. قبول الأعضاء الجدد من طالبي الانتساب للمجلس وفقاً للشروط المحددة التي سيرد ذكرها في المادة (11).
4. تصدر قرارات هيئة الشورى بالأغلبية المطلقة.
5. تُعيِّن هيئة الشورى مقرراً لها من بين أعضائها وله المهام الآتية:
1) إعداد جدول أعمال الاجتماعات بناءً على مقترحات الأعضاء، وبعد التشاور مع الأمين العام.
2) إعداد المراسلات الخاصة بدعوة الأعضاء وكل المراسلات المتعلقة بعمل المجلس.
3) صياغة محاضر الجلسات ومتابعة تنفيذ القرارات المعتمدة.

### المادة 7 / الأجتماعات
أ‌.اجتماعات الأمانة العامة.
1) يتم عقد اجتماع الأمانة العامة الدوري كل شهرين أو بناءً على طلب الأمين العام أو أحد نائبيه عند غياب الأمين العام.
2) يعدُّ الاجتماع منعقدا بأغلبية الثلثين من نصاب الأمانة العامة.
ب‌.اجتماعات هيئة الشورى.
1) يتم عقد اجتماع هيئة الشورى الدوري مرتين في السنة أو بناءً على طلب ثلث أعضاء هيئة الشورى في الحالات الاستثنائية أو طلب
الأمين العام.
2) يعدُّ الاجتماع منعقدا بالأغلبية المطلقة من نصاب هيئة الشورى.
ج. ينعقد المؤتمر العام في كل سنة مرة واحدة أو عند طلب أكثرية أعضاء هيئة الشورى.

### المادة 8 /الموارد المالية للمجلس
1. الاشتراكات السنوية للأعضاء التي يتم تحديدها من قبل الأمانة العامة.
2. التبرعات والهبات والعطايا والوقفيات التي يقبلها المجلس.
3. أموال الزكاة، وتصرف في المصارف الشرعية لها بتوجيه من المجمع الفقهي.
4. أية مصادر مشروعة أخرى تقرها هيئة شورى المجلس.

### المادة 9 /شروط عضوية المجلس
يُشترط فيمن يقبل عضواً في المجلس ما يأتي:
1. أن يكون عراقي (أو عراقية) الجنسية قد أكمل الثانية والعشرين من عمره.
2. أن يكون حائزاً على شهادة جامعية في العلوم الشرعية والعلوم المساندة أو إماماً وخطيباً ثابتاً للأهلية.
3. أن يملأ استمارة الانتساب.
4. أن يزكيه اثنان من أعضاء هيئة الشورى.
5. أن يلتزم بالنظام والسياسة العامة التي يحددها المجلس.
6. لهيئة الشورى وبالأغلبية المطلقة قبول الانتساب لحامل الإجازة العلمية العامة في العلوم الشرعية النقلية والعقلية.
7. تعد العضوية منتهية في حال انتهاء مدتها دون تجديد أو الوفاة أو فقدان الأهلية.

### المادة 10 /العضو المؤازر
يحق لكل عراقي (أو عراقية) أكمل الثامنة عشرة من عمره أن يكون عضواً مؤازراً في المجلس للإفادة منه فيما يحسنه من خدمة للإسلام والمسلمين بتزكية اثنين من الأعضاء.

### المادة 11 / شروط عضوية هيئة الشورى
1. شروط الانتساب السابقة.
2. أن يمتلك خبرة لا تقل عن عشر سنوات في العمل الشرعي، كالعمل في المساجد أو التدريس أو البحث.
3. أن لايقل عمره عن ثلاثين سنة.

### المادة 12 /أحكام ختامية
1. يعمل بهذا النظام عند إقراره من قبل أعضاء هيئة الشورى ويعد نافذاً.
2. لا يمكن تعديل مواد هذا النظام إلا بعد موافقة الأغلبية المطلقة من أعضاء المؤتمر العام.

## أبرز العلماء والشيوخ المؤسسين
- الشيخ العلامة عبد القادر العاني
- الشيخ محمود عبد العزيز العاني
- الشيخ عبد الستار عبد الجبار
- الشيخ الشهيد عبد الجليل الفهداوي
- الشيخ إبراهيم النعمة